# Hagbard Isberg
Karl Hagbard Vilhelm Isberg, född 14 juli 1880 i Malmö S:t Petri församling, död där 26 januari 1960, var en svensk präst. Han var sonson till Anders Ulrik Isberg den äldre , brorson till Anders Ulrik Isberg den yngre och bror till Orvar Isberg.
Isberg blev student vid Lunds universitet 1898, avlade teoretisk-teologisk och praktisk-teologisk examen 1902 och prästvigdes 1903. Han blev predikant vid länslasarettet och fattigvårdsinrättningen i Lund 1904, kyrkoadjunkt i Malmö Caroli församling 1907, i Malmö S:t Petri församling 1909, 3:e komminister i Lund 1912 och kyrkoherde i Malmö Caroli församling 1916. När Caroli församling upphörde 1949 blev han Kirsebergs församlings förste kyrkoherde. Isberg blev emeritus 1952. Han författade 1940 psalmen När över Kidrons bäck du går, nummer 451 i Den svenska psalmboken 1986. Han medverkade även i tredje samlingen från 1955 av Under Lundagårds kronor.
I sin prästerliga verksamhet ägnade han särskilt intresse åt fattigvården och de sociala frågorna över huvud. Han inkallades som sakkunnig vid lagstiftning om utomäktenskapliga barn 1914, vid utarbetandet av förslag till författning rörande statliga tvångsarbetsanstalter 1920, var ledamot av styrelsen för statens tvångsarbetsanstalt i Landskrona 1921–49, av chefen för Socialdepartementet förordnat biträde med inspektion av enskilda förlossnings- och spädbarnshem 1928–38, ordförande i Malmö kyrkogårdsnämnd 1923–43, vice ordförande i barnavårdsnämnden 1916–42, ledamot av folkskolestyrelsen 1916–41, vice ordförande i samfällda kyrkorådet 1932–38, ordförande från 1939, ledamot av Diakonistyrelsens söndagsskolenämnd 1930–43, inspektor vid kommunala flickskolan, inspektor vid Malmö högre allmänna läroverk för flickor och vid Tekla Åbergs läroverk för flickor. Han redigerade 1919–25 "Vårdarebladet", organ för barnavård och ungdomsskydd, utgivet av Svenska fattigvårdsförbundets barnavårdsutskott.